# Black Snow
" Black Snow " – demo z materiałem nagranym przez norweski blackmetalowy zespół Fleurety.

## Lista utworów
1. "Descent Into Darkness" – 06:00
2. "Mortuus Est Dei Filius" – 01:53
3. "Profanations Beneath the Bleeding Stars" – 04:59

## Twórcy
- Alexander Nordgaren – gitara, śpiew
- S. E. Hatlevik – perkusja, śpiew, syntezator
- Per Amund Solberg – gitara basowa